# Entrevennes
Entrevennes település Franciaországban, Alpes-de-Haute-Provence megyében. Lakosainak száma 169 fő (2022. január 1.). Entrevennes Brunet, Le Castellet, Puimichel, Saint-Jeannet és Saint-Julien-d’Asse községekkel határos.

## Népesség
A település népességének változása:
| Lakosok száma | 104  | 109  | 128  | 159  | 162  | 163  | 168  | 172  | 171  | 169  |
|               | 1968 | 1982 | 1990 | 2006 | 2013 | 2015 | 2017 | 2019 | 2020 | 2022 |